# Proclamația de la Islaz

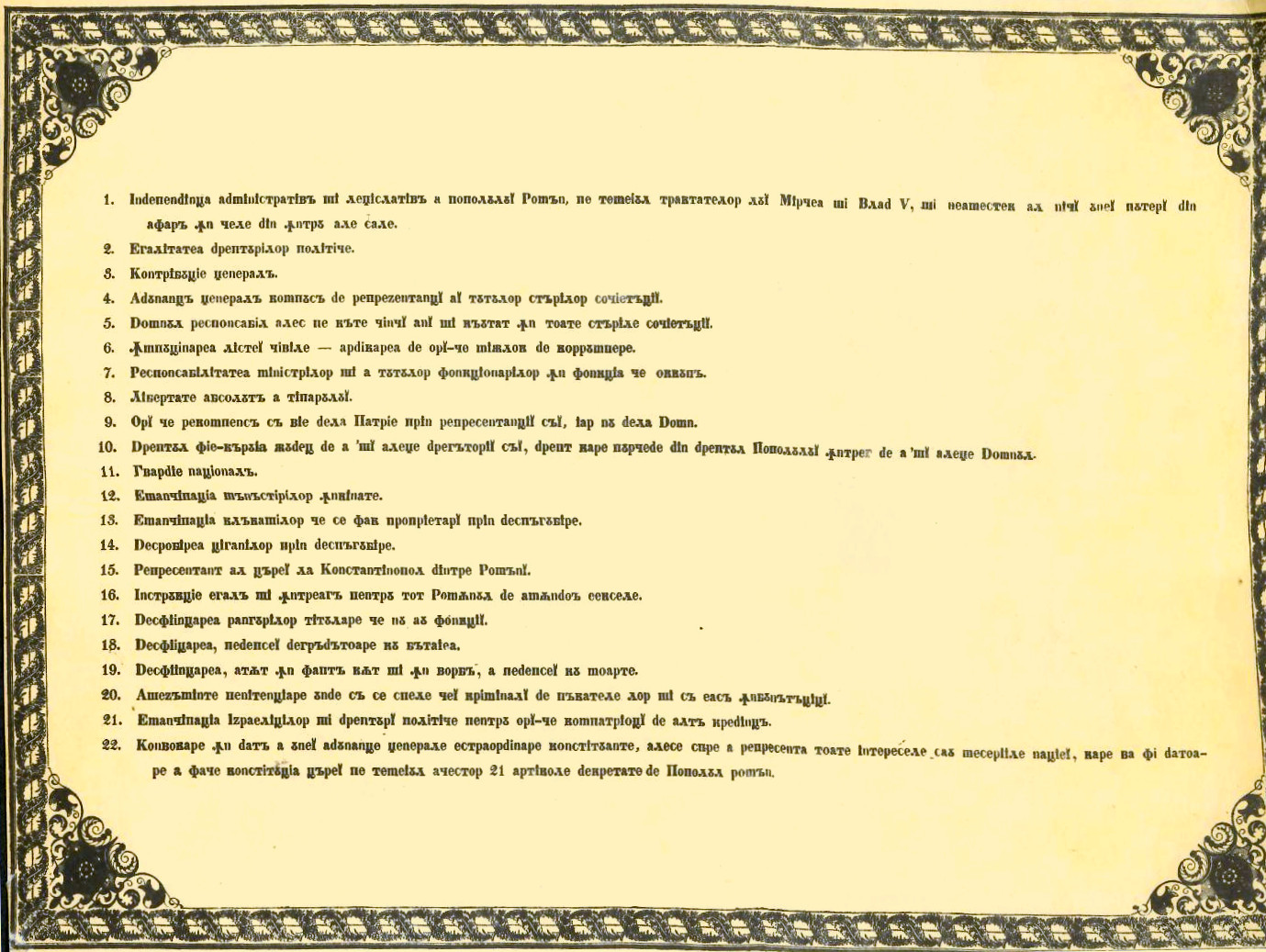
Proclamația de la Islaz, din 1848, scrisă în limba română, folosind alfabetul chrilic.

Proclamația de la Islaz este programul adoptat la 9 iunie 1848 de mișcarea revoluționară din Țara Românească după citirea sa de către Ion Heliade Rădulescu. La 11 iunie, sub presiunea maselor, domnitorul Gheorghe Bibescu a fost nevoit să accepte termenii proclamației și să recunoască guvernul revoluționar provizoriu.

## Citirea Proclamației
Proclamația a fost citită în public de către Ion Heliade Rădulescu la 9 iunie/21 iunie 1848 în localitatea Islaz, județul Romanați (azi județul Teleorman), un mic port pe Dunăre cu oarecare însemnătate comercială, care nu era sub controlul direct al turcilor, spre deosebire de porturile Turnu Măgurele, Giurgiu, sau Calafat.
Islazul a fost ales de Nicolae Bălcescu ca loc al declanșării revoluției din Țara Românească pentru că atât comandantul companiei de dorobanți care avea sub pază portul și frontiera (căpitan Nicolae Pleșoianu) cât și șeful administrației erau de partea revoluționarilor. Bălcescu justifică alegerea Islazului astfel: „La Islaz, cum nici prin gând nu i-ar trece lui Vodă Bibescu, vornicului Vilar sau agăi Manu, așa ca să nu ne pună piedici”.
Proclamația de la Islaz a fost concepută ca act constituțional suprapunându-se, în bună măsură, Declarației drepturilor omului și ale cetățeanului din 1789. Este considerată ca fiind prima constituție modernă a României.

## Textul Proclamației
Textul proclamației este amplu, dar conține și un rezumat al revendicărilor redactorilor ei:
„
1. Independința administrativă și legislativă a popolului romăn, pe temeiul tractatelor lui Mircea și Vlad V, și neamestec al nici unei puteri din afară în cele din întru ale sale.
2. Egalitatea drepturilor politice.
3. Contribuție generală.
4. Adunanță generală compusă de reprezentanți ai tutulor stărilor societății.
5. Domnul responsabil ales pe căte cinci ani și căutat în toate stările societății.
6. Împuținarea listei civile – ardicarea de ori-ce mijloc de corrumpere.
7. Responsabilitatea ministrilor și a tutulor foncționarilor în foncția ce ocupă.
8. Libertate absolută a tiparului.
9. Ori ce recompensă să vie dela Patrie prin representanții săi, iar nu dela Domn.
10. Dreptul fie-căruia județ de a’și alege dregătorii săi, drept care purcede din dreptul #Popolului întreg de a’și alege Domnul.
11. Gvardie națională.
12. Emancipația mănăstirilor închinate.
13. Emancipația clăcașilor ce se fac proprietari prin despăgubire.
14. Desrobirea țiganilor prin despăgubire.
15. Representant al țărei la Constantinopol dintre Romăni.
16. Instrucție egală și întreagă pentru tot Românul de amândouă secsele.
17. Desființarea rangurilor titulare ce nu au foncții.
18. Desfiițarea, pedepsei degrădătoare cu bătaiea.
19. Desființarea, atât în faptă, cât și în vorbă, a pedepsei cu moarte.
20. Așezăminte penitențiare unde să se spele cei criminali de păcatele lor și să easă îmbunătățiți.
21. Emancipația Izraeliților și drepturi politice pentru ori-ce compatrioți de altă credință.
22. Convocare în dată a unei adunanțe generale estraordinare constituante, alese spre a representa toate interesele sau meseriile nației, care va fi datoare a face constituția țărei pe temeiul acestor 21 articole decretate de Popolul român.”

Cele mai multe dintre aceste revendicări , desființarea rangurilor boierești („titulare”) și a cenzurii (libertatea tiparului), eliberarea robilor, emanciparea evreilor, garda națională au fost puse imediat în practică. Convocarea adunării constituante precum și rezolvarea chestiunii țărănești au fost mai greu de soluționat. În privința adunării constituante se înfruntau adepții sufragiului universal (Bălcescu) și cei ai votului cenzitar. Din nefericire, invazia străină va pune capăt revoluției de la 1848, înainte de organizarea primelor alegeri pentru constituantă. Guvernul provizoriu a convocat o comisie a proprietății la 9/22 iulie, compusă dintr-un număr egal de proprietari și de țărani, care au votat în cele din urmă emanciparea clăcașilor și împroprietărirea lor prin despăgubire. Cele două părți nu s-au înțeles însă asupra întinderii de pământ ce trebuia expropriată și dată în stăpânire foștilor clăcași. De aceea lucrările comisiei au fost suspendate.